# Florent d'Egmont
Florent d'Egmont (en néerl. Floris van Egmont) (surnommé Fleurken Dunbier) (vers 1470 - 25 octobre 1539) était comte de Buren et Leerdam, seigneur d'IJsselstein, Kortgene, Jaarsveld (à partir de 1518) et Sint-Maartensdijk. Il était stathouder de Gueldre (1507-1511) et stathouder de Frise (1515-1518). Il était également seigneur d'Eindhoven et de Cranendonck (1521-1539). Il était chevalier de l'Ordre de la Toison d'or.

## Biographie
Florent était le fils de Frédéric d'Egmont et Aleida van Culemborg. Dès le début des années 1490, il fut admis comme chambellan à la cour de Philippe Ier le Beau. Après sa mort, Florent a siégé au conseil de la cour de Marguerite d'Autriche, gouverneur des Pays-Bas. En 1505, il fut fait chevalier de l'Ordre de la Toison d'or.
En tant que stathouder (1507-1511), Florent représentait le gouvernement des Habsbourg sur les terres de Gueldre qu'il contrôlait. Le 3 juin 1515, il était présent parmi les nobles de Dordrecht à l'intronisation de Charles Quint comme «comte de Hollande». En 1515, il devint le premier stathouder de Frise. Il est a été impliqué dans les guerres gueldroises (nl) et était présent au siège de Sneek (nl), vers 1517-18. Il a abandonné le stadholderat de la Frise,.
Florent était également chef militaire : en 1523, il fut nommé commandant d'une armée bourguignonne qui envahirait la France avec les troupes anglaises. En 1528, il assiégea Harderwijk et captura cette ville aux mains des rebelles gueldrois. Cependant, le siège de Tiel la même année a été repoussé par Jelis van Riemsdijk, bailli (ambtman) de la Terre de Meuse et Waal (nl). En 1536, Florent est capitaine général de l'armée qui opère dans le nord des Pays-Bas.

## Mariage et descendance
Du mariage qui eut lieu le 12 octobre 1500 avec Margaretha van Glymes-Bergen, un fils Maximilien et une fille Anna sont nés. Sa fille Anna s'est mariée successivement à Jozef van Montmorency puis à Jean de Hornes (1480-1540). Elle fut la mère de Philippe de Montmorency, comte de Hornes, et de Florent de Montmorency, baron de Montigny, tous deux nés de son premier mariage.
Maximilien devint plus tard stathouder de Frise, tout comme son père. Maximilien était le père d'Anne d'Egmont, la première épouse de Guillaume d'Orange
Florent d'Egmont est représenté sur un vitrail de la Sint-Catharinakerk à Hoogstraten.